# Soap opera rapid aging syndrome
 (février 2022).
La mise en forme du texte ne suit pas les recommandations de Wikipédia : il faut le « wikifier ».
Les points d'amélioration suivants sont les cas les plus fréquents. Le détail des points à revoir est peut-être précisé sur la page de discussion.
- Les titres sont pré-formatés par le logiciel. Ils ne sont ni en capitales, ni en gras.
- Le texte ne doit pas être écrit en capitales (les noms de famille non plus), ni en gras, ni en italique, ni en « petit »…
- Le gras n'est utilisé que pour surligner le titre de l'article dans l'introduction, une seule fois.
- L'italique est rarement utilisé : mots en langue étrangère, titres d'œuvres, noms de bateaux, etc.
- Les citations ne sont pas en italique mais en corps de texte normal. Elles sont entourées par des guillemets français : « et ».
- Les listes à puces sont à éviter, des paragraphes rédigés étant largement préférés. Les tableaux sont à réserver à la présentation de données structurées (résultats, etc.).
- Les appels de note de bas de page (petits chiffres en exposant, introduits par l'outil «  Source ») sont à placer entre la fin de phrase et le point final[comme ça].
- Les liens internes (vers d'autres articles de Wikipédia) sont à choisir avec parcimonie. Créez des liens vers des articles approfondissant le sujet. Les termes génériques sans rapport avec le sujet sont à éviter, ainsi que les répétitions de liens vers un même terme.
- Les liens externes sont à placer uniquement dans une section « Liens externes », à la fin de l'article. Ces liens sont à choisir avec parcimonie suivant les règles définies. Si un lien sert de source à l'article, son insertion dans le texte est à faire par les notes de bas de page.
- La présentation des références doit suivre les conventions bibliographiques. Il est recommandé d'utiliser les modèles {{Ouvrage}}, {{Chapitre}}, {{Article}}, {{Lien web}} et/ou {{Bibliographie}}. Le mode d'édition visuel peut mettre en forme automatiquement les références.
- Insérer une infobox (cadre d'informations à droite) n'est pas obligatoire pour parachever la mise en page.

Pour une aide détaillée, merci de consulter Aide:Wikification.
Si vous pensez que ces points ont été résolus, vous pouvez retirer ce bandeau et améliorer la mise en forme d'un autre article.
Soap opera rapid aging syndrome (SORAS), littéralement « syndrome de vieillissement acceléré dans un feuilleton télévisé », est une pratique narrative consistant à accélérer le vieillissement d'un personnage de télévision ou de film — généralement un enfant ou un adolescent — et ce malgré de possibles conflits avec la continuité du récit ou la progression du temps dans le monde réel.
Cela permet notamment aux arcs narratifs autour d'une grossesse ou d'un accouchement d'être rapidement suivis par des péripéties autour de la jeunesse de l'enfant, de son adolescence, ou de sa vie de jeune adulte. De manière générale, on procède à un nouveau casting du rôle, bien que dans certains cas le personnage soit seulement mentionné avant d'être finalement montré à l'écran après avoir « rapidement vieilli ».
Le processus est né et couramment utilisé dans les feuilletons télévisés. Dans les sitcoms, un  nouveau-né peut parfois rapidement atteindre l'âge d'un enfant de maternelle à des fins comiques, comme cela a été le cas du personnage Chrissy Seaver en 1990 dans la série Quoi de neuf docteur ?.
Le terme a été inventé en 1989 par Mimi Torchin, fondatrice de l'hebdomadaire Soap Opera Weekly. Il est désormais largement utilisé dans les feuilletons télévisés, voire parfois utilisé comme un verbe dans la langue anglaise : « The character was SORASed » (litt. « le personnage a été SORASé »). Torchin défini avec humour son invention comme sa « plus grande contribution au monde des feuilletons télévisés ».

## Exemples notables
Le vieillissement rapide des personnages de fiction apparaît dès les premières années des feuilletons télévisés aux États-Unis. Dans As the World Turns, le personnage de Tom Hughes est né en 1961. Pourtant dès 1970, il était déjà allé à l'université et avait combattu pendant la guerre du Viêt Nam. Les interprètes ultérieurs ont provoqués un phénomène inverse, piégeant le personnage dans la trentaine pendant vingt ans, Tom atteignant la quarantaine dans les années 1990. Le personnage de Dan Stewart, né en 1958, est réapparu huit ans plus tard en tant que médecin de 26 ans en 1966.
La série La Force du destin a développé une histoire secrète selon laquelle Erica Kane, le personnage principal, a été violée juste avant le début de la série en 1970,. Dans ce retcon, Kendall, l'enfant né de cette agression sexuelle, est mis à l'adoption par Erica. Cette dernière refoule ensuite tout souvenir des événements jusqu'en 1993, date à laquelle apparaît à l'écran Kendall, désormais âgée de 16 ans. Les téléspectateurs ne manqueront pas de relever qu'un enfant né d'un viol 24 ans plus tôt ne peut pas être âgé de 16 ans, ce qui poussera le show a rapidement rectifier l'âge du personnage à 23 ans.
Dans la sitcom Quoi de neuf docteur ?, le personnage de Chrissy Seaver est né en octobre 1988, pendant la quatrième saison (1988-1989). Dès la cinquième saison (1989-1990), elle deviendra un enfant en bas âge — joué par les sœurs jumelles Kelsey et Kirsten Dohring — avant de rapidement atteindre l'âge de cinq ans dans les saisons 6 et 7 (1990-1992) dans lesquelles le personnage est interprété par Ashley Johnson, alors âgée de sept ans.
Dans un registre similaire, le personnage de Lily Foster-Lambert dans Notre belle famille, née en 1995 au cours de la saison 4, sera âgée de 5 ans en 1997 à l'occasion de la saison 6.

## Phénomène similaire
Si les personnages de fiction en prise de vues réelles peuvent connaître des changements d'âge ou un vieillissement aléatoire, les personnages de série d'animation ne semblent pas vieillir du tout. C'est par exemple le cas des protagonistes des Simpsons ou de South Park. Ce phénomène est appelé floating timeline (litt. « chronologie flottante »).